# Viloria (Álava)
Viloria (Biloria en euskera) es un concejo del municipio de Ribera Alta, en la provincia de Álava, País Vasco (España).

## Historia
Hacia mediados del siglo XIX, el lugar, ya por entonces perteneciente a Ribera Alta, tenía contabilizada una población de 49 habitantes. Aparece descrito en el decimosexto y último volumen del Diccionario geográfico-estadístico-histórico de España y sus posesiones de Ultramar de Pascual Madoz con las siguientes palabras:

VILORIA: l. del ayunt. de Ribera alta, en la prov. de Alava (á Vitoria 4 3/4 leg.), part. jud. de Añana (1/2), aud. terr. de Búrgos (16), c. g. de las Provincias Vascongadas y dióc. de Calahorra (23), sit. en cuesta; reinan los vientos N. y O., y se padecen constipados. Tiene 13 casas; igl. parr. (Sta. Eulalia) servida por dos beneficiados, una ermita (Ntra. Sra. de Yera), y para el surtido del pueblo una fuente de aguas saludables. El térm. confina N. Añana; E. y S. Arreo, y O. Paul; comprendiendo dentro de su circunferencia 2 montes con escaso arbolado. El terreno es de mediana calidad: los caminos locales y en mal estado: el correo se recibe de Añana por balijero los lunes, miércoles y sábados. prod.: trigo, centeno, cebada, avena, maiz y patatas; cria de ganado vacuno, mular, lanar y cabrio; caza de perdices. pobl.: 9 vec. 49 alm. contr.: con su ayuntamiento (V.).
(Madoz, 1850, p. 92)

## Demografía
En 2022, la entidad singular de población tenía empadronados veintitrés habitantes y el núcleo de población, los mismos.
| Gráfica de evolución demográfica de Viloria entre 2000 y 2017 |
|                                                               |
| Población de derecho según los censos de población del INE.   |

## Patrimonio
Hay en el concejo una iglesia de Santa Eulalia.